# Bodo Fründt
Bodo Fründt (* 16. September 1945 in Ludwigslust; † 2. Dezember 2014 in  München) war ein deutscher Filmjournalist, Filmkritiker und Autor.

## Leben
Fründt besuchte ein Gymnasium in Bad Salzuflen, dann Düsseldorf und Köln und begann seine Karriere als Journalist beim Kölner Stadt-Anzeiger. Von 1978 bis 1982 arbeitete er als Filmredakteur des Sterns. Als freier Mitarbeiter war er unter anderem für Die Zeit, die Welt am Sonntag sowie die Süddeutsche Zeitung tätig. Als Autor verfasste er außerdem Bücher über Alfred Hitchcock und den deutschen Film in Cannes und übersetzte Filmbücher.
Von 1983 bis 1993 betrieb Fründt mit Rolf Thissen die Filmproduktionsfirma Nord-Süd-Film. Beide drehten Dokumentarfilme  für ZDF, den BR, WDR und NDR, darunter abendfüllende Filme über Francis Ford Coppola und Martin Scorsese.
Ein weiteres Betätigungsfeld Fründts waren Filmfestivals wie die Berlinale und die Hofer Filmtage. Beim Filmfest München leitete er Presse- und Redaktionsarbeit und verantwortete als Chefredakteur den Filmfest-Katalog sowie alle weiteren Veröffentlichungen des Filmfests und des Internationalen Festivals der Filmhochschulen München. An der Hochschule für Fernsehen und Film München unterrichtete er als Dozent.

## Schriften
- mit Yegor Anashkin u. Stefan Arsenijevic (Hg.): 25 Jahre Internationales Festival der Filmhochschulen München. Festschrift. Internationales Festival der Filmhochschulen. München 2005.
- mit Hans-Christoph Blumenberg (Hg.): Warten bis es dunkel wird. 7 Jahre „Film im Bild“ aus d. Kölner Stadt-Anzeiger von 1968 bis 1974. Edition Achteinhalb, Ebersberg 1983.
- (Mitverf.): Francis Ford Coppola. Haner, München 1985.
- Alfred Hitchcock und seine Filme. Heyne, 4. Aufl., München 1992.
- mit Bernd Lepel: Träume unter goldenen Palmen. Der deutsche Film auf dem Internat. Filmfestival in Cannes = Dreams beneath the golden palms. Ed. Achteinhalb, Ebersberg 1987.